# Heinrich von Harclay
Heinrich von Harclay (englisch Henry Harclay, auch Henricus de Harclay; Hercle oder Herceley) (* um 1270; † 25. Juni 1317 in Avignon) war ein englischer Scholastiker und Hochschullehrer.

## Herkunft und Studium
Heinrich von Harclay wurde um 1270 vermutlich als jüngerer Sohn des Ritters Sir Michael Harclay und von dessen Frau Joan geboren. Andrew Harclay, der spätere Earl of Carlisle, war sein Bruder. Heinrich wurde als wahrscheinlich jüngerer Sohn für eine geistliche Laufbahn ausgewählt und studierte in Oxford, wo er 1296 einen Abschluss als Magister machte. Am 25. Dezember 1296 erhielt er von Bischof John de Halton von Carlisle das Amt des Rektors von Dacre. Ein Jahr später, vermutlich am 21. Dezember 1297, wurde er zum Priester geweiht. Anschließend studierte er an der Universität von Paris Theologie. Vor 1308 machte er in Paris einen Abschluss als Baccalaureus. Vor 1312 kehrte er nach Oxford zurück und wurde Kanzler der Universität Oxford. Am 11. Dezember 1312 wurde er in diesem Amt vom Bischof von Lincoln bestätigt.

## Kanzler der Universität Oxford
Schon bevor er Kanzler wurde, wurde er in Oxford in den Streit um die Privilegien verwickelt, die die Dominikaner gegenüber der Universität beanspruchten. In diesem akademischen Streit stellte sich Harclay auf die Seite der Hochschule und scheute sich nicht, alle ihm zur Verfügung stehenden Mittel einzusetzen. Nachdem der Dominikaner Hugh Sutton für den 17. Februar 1312 ein öffentliches Streitgespräch angekündigt hatte, kündigte Harclay entgegen den Gebräuchen für denselben Tag ein eigenes Streitgespräch an, wodurch Suttons Veranstaltung nur wenige Zuhörer hatte. Als Kanzler reise er 
1313 an den Papsthof nach Avignon, um den Standpunkt der Hochschule in dem Streit mit den Dominikanern zu vertreten.
Als Kanzler war Harclay äußerst aktiv und um die Belange der Universität bemüht. Angesichts des Streites mit den Dominikanern sah er die Notwendigkeit, die zahlreichen Satzungen und Regeln der Universität zu sammeln, wofür er wahrscheinlich das Registrum A, eine Sammlung der Regeln in Buchform, in Auftrag gab. Durch diese Sammlung von Regeln konnte er die Privilegien der Dominikaner einschränken. Dazu wurde am 7. Juli 1313 den Studenten das Tragen von Waffen verboten, um die ständigen Streitereien zwischen Studenten aus dem Norden, aus Nordengland und Schottland gegen Studenten aus dem Süden, aus Südengland, Wales und Irland. zu entschärfen. Auch jeder Hochschullehrer musste einen Eid leisten, dass er den Frieden in der Universität nicht gefährde würde. Um die hohen Lebensmittelpreise in Oxford zu senken, erreichte er vom König angeordnete Höchstpreise für Grundnahrungsmittel. Am 20. Mai 1315 erhielt Harclay dazu vom König eine erneute Bestätigung zahlreicher Rechte, die König Heinrich III. der Hochschule im 13. Jahrhundert verliehen hatte. Als der Streit mit den Dominikanern wieder aufflammte, reiste Harclay 1317 erneut nach Avignon, wo er starb.

## Tätigkeit als Hochschullehrer und Wirken als Scholastiker
Bereits in Paris verfasste Harclay um 1300 einen Kommentar zu den Sentenzen von Petrus Lombardus. Dabei wurde er von Johannes Duns Scotus beeinflusst, der um diese Zeit an der Universität von Paris lehrte. In seinem Kommentar griff Harclay viele Argumente von Duns Scotus auf, zeigte jedoch schon eigene kritische Ansätze, die möglicherweise das letzte Werk von Duns Scotus, die Ordinatio, beeinflussten. 
Als Kanzler der Universität von Oxford verteidigte Harclay die Kirchenlehre. Am 14. Februar 1314 verurteilte eine Versammlung der Hochschullehrer unter seinem Vorsitz acht abweichende Lehren als Ketzerei. Er predigte selbst an Feiertagen und führte eine Reihe von Streitgesprächen. In seinen 29 Quaestiones ordinariae, die er zwischen 1313 und 1317 verfasste, erwies er sich als unabhängiger und kritischer Denker. Er widersprach nun der Lehre von Duns Scotus und gilt damit als erster Gegner von dessen Lehre unter den Säkularklerikern an der Oxforder Universität. Auch zahlreichen anderen theologischen und philosophischen Fragen seiner Zeit stand er kritisch gegenüber, darunter der göttlichen Vorherbestimmung, dem ontologischen Status von göttlichen Ideen, der Ewigkeit der Welt, der Unsterblichkeit der Seele und zahlreichen anderen Fragen. Harclay selbst verfasste kein eigenes Weltbild, sondern galt als unabhängiger und kritischer Denker und damit quasi ein Anti-Thomist. Er hinterfragte zahlreiche Ansichten, die zu seiner Zeit gängige Lehrmeinung waren. Dafür wurde er von anderen Scholastikern wie William of Alnwick († 1333), Adam Wodeham († 1358) und Thomas Wilton angegriffen. Dennoch wurde Harclay als kreativer und ausdrucksstarker Philosoph geachtet und anerkannt. Seine Ansichten beeinflussten zahlreiche mittelalterliche Philosophen, unter anderem gilt er als unmittelbarer Vorgänger von William von Ockham. 
Wegen seiner Stellung zu Duns Scotus hat Harclay in der Philosophiegeschichtsschreibung eine überaus kontroverse Charakterisierung erfahren. Während zu seinem frühen Sentenzenkommentar sowie zu den Quaestiones ordinariae wissenschaftliche Bücher geschrieben wurden, ist sein Werk zu den Beziehungen, das Fundamenta Arcelini, bislang uneditiert geblieben.

## Werke
- Henry of Harclay: Ordinary questions. Hrsg. von Mark Gerald Henninger und Raymond Edwards. Oxford University Press, Oxford 2008. ISBN 978-0-19-726379-2